# Innauwald bei Neubeuern und Pionierübungsplatz Nussdorf
Innauwald bei Neubeuern und Pionierübungsplatz Nussdorf este o arie protejată (arie specială de conservare — SAC, sit de importanță comunitară — SCI) din Germania întinsă pe o suprafață de 202,33 ha, integral pe uscat.

## Localizare
Centrul sitului Innauwald bei Neubeuern und Pionierübungsplatz Nussdorf este situat la coordonatele 47°43′38″N 12°08′50″E / 47.7272°N 12.1472°E.

## Înființare
Situl Innauwald bei Neubeuern und Pionierübungsplatz Nussdorf a fost declarat sit de importanță comunitară în noiembrie 2004 pentru a proteja 3 specii de animale. Situl a fost protejat și ca arie specială de conservare în aprilie 2016.

## Biodiversitate
Situată în ecoregiunea continentală, aria protejată conține 5 habitate naturale: Lacuri eutrofice naturale cu vegetație de tip Magnopotamion sau Hydrocharition, Pajiști uscate seminaturale și facies de acoperire cu tufișuri pe substraturi calcaroase (Festuco-Brometalia) (* situri importante pentru orhidee), Liziere de ierburi înalte hidrofile de câmpie și de nivel montan până la alpin, Fânețe de joasă altitudine (Alopecurus pratensis, Sanguisorba officinalis), Păduri aluvionare cu Alnus glutinosa și Fraxinus excelsior (Alno-Padion, Alnion incanae, Salicion albae).
La baza desemnării sitului se află mai multe specii protejate:
- amfibieni (2): izvoraș-cu-burta-galbenă (Bombina variegata), triton cu creastă (Triturus cristatus)
- nevertebrate (1): Cucujus cinnaberinus